# Scotogramma harnardi
Scotogramma harnardi är en fjärilsart som beskrevs av Barnes och Benjamin 1924. Scotogramma harnardi ingår i släktet Scotogramma och familjen nattflyn. Inga underarter finns listade.